# گریگوری مارتیروسیان (بازیگر)
گریگوری مارتیروسیان (ارمنی: Գեորգի Խաչատուրի Մարտիրոսյան؛ روسی: Гео́ргий Хачату́рович Мартиросьян؛ زادهٔ ۳۱ ژانویهٔ ۱۹۴۸) بازیگر و صداپیشه ارمنی‌تبار اهل روسیه است. وی از سال ۱۹۷۴ میلادی مشغول فعالیت می‌باشد.

## زندگی‌نامه
وی در ۳۱ ژانویهٔ ۱۹۴۸ در روستوف-نا-دونو به دنیا آمد . وی همچنین برنده جوایزی همچون هنرمند افتخاری فدراسیون روسیه شد.